# Großes Ohr
Großes Ohr ist eine Insel im Fluss Havel in der Stadt Brandenburg an der Havel. Die Insel liegt zwischen dem Hauptarm und einem Mäander im Westen Brandenburgs dem Ortsteil Saaringen gegenüber und flussabwärts der Insel Köhninge.